# Centre de Genève pour la gouvernance du secteur de la sécurité
 (mars 2022).
 (mars 2022).
 (mars 2022).
Si vous disposez d'ouvrages ou d'articles de référence ou si vous connaissez des sites web de qualité traitant du thème abordé ici, merci de compléter l'article en donnant les références utiles à sa vérifiabilité et en les liant à la section « Notes et références ».
Le Centre de Genève pour la gouvernance du secteur de la sécurité (DCAF), anciennement Centre de Genève pour le contrôle démocratique des forces armées, est un think tank basé en Suisse dont la vision est un monde dans lequel la sécurité des personnes et des États est assurée par des secteurs de sécurité gouvernés démocratiquement qui sont transparents et efficaces. Le DCAF soutient que la bonne gouvernance et la réforme du secteur de la sécurité (GSS/R) contribuent de manière décisive à la paix et au développement durable.
Plus de 20 ans après sa création, le DCAF a permis à ses partenaires nationaux dans plus de 80 pays de mettre en œuvre de la GSS/R, et a également appuyé de nombreux bailleurs de fonds et d’organisations multilatérales à apporter un soutien plus efficace aux processus de réforme nationaux.

## Historique
A l'initiative du gouvernement suisse, le DCAF a été créé en 2000 sous le nom de "Centre de Genève pour le contrôle démocratique des forces armées"
Le mandat initial du Centre était de soutenir les institutions de sécurité à se réformer dans le but de stabiliser une paix fragile après les conflits des Balkans des années 1990 et dans le cadre des transitions démocratiques en Europe centrale et orientale.
Par la suite, le concept de gouvernance et de réforme du secteur de la sécurité a évolué vers une vision plus large qui inclut non seulement les forces de sécurité et leurs institutions, mais aussi les parlementaires, les organisations de la société civile et les médias. Pour refléter ce changement, en 2019, le Centre a été rebaptisé "DCAF - Centre de Genève pour la gouvernance du secteur de la sécurité". 

## Mission
La mission du DCAF est de renforcer la gouvernance des secteurs de la sécurité dans le monde entier par des réformes participatives, inclusives et prises en charge par les pays, fondées sur les normes et les bonnes pratiques internationales.
Le Centre s'appuie sur quatre grands principes de fonctionnement qui déterminent l'ensemble de son travail :  
- Une approche basée sur les droits de l'homme avec l'égalité de genre comme principe central;
- Le contrôle démocratique et l'État de droit;
- L'impartialité et l'engagement de ne pas prendre parti politiquement, même si le DCAF promeut la démocratie ;
- Le principe de l’appropriation locale et la reconnaissance des besoins des partenaires du DCAF et des populations concernées demeurent la première préoccupation du DCAF.

## Activité
Le DCAF possède 20 ans d'expérience dans l'élaboration de stratégies, de conception, coordination, gestion et évaluation de programmes, ainsi que dans la poursuite de politiques liées aux processus de réforme du secteur de la sécurité. Ses quatre principaux domaines d'activité sont les suivants :
- Conseils juridiques, politiques et techniques en matière de conception et de mise en œuvre de cadres législatifs, de politiques et de programmes de GSS/R;
- Renforcement des capacités des personnes et des institutions impliquées dans la GSS/R;
- Promotion des normes, standards et bonnes pratiques liés à la GSS/R;
- Création et diffusion de produits et d'outils du savoir à l'usage des praticiens de la GSS/R.

Les domaines d'intervention thématiques du DCAF sont les suivants :
- Contrôle parlementaire
- Réforme de la police et de l'application des lois
- Gouvernance du renseignement
- Réforme de la défense
- Gestion des frontières
- Entreprises et sécurité
- Genre et sécurité
- Société civile et contrôle des médias
- Institutions de contrôle indépendantes
- Réforme du secteur de la justice

Le DCAF collabore régulièrement avec des organisations multilatérales telles que les Nations Unies, l'OTAN, l'Union africaine, l'Organisation pour la sécurité et la coopération en Europe (OSCE) et l'Union européenne (UE).
Le DCAF fournit un large éventail de ressources disponibles gratuitement sur les principes fondamentaux de la bonne gouvernance et de la réforme du secteur de la sécurité, notamment
- Fiches d'information sur la RSS : une série sur les grands thèmes de la gouvernance et de la réforme du secteur de la sécurité ;
- SSR Papers : une série d'analyses de pointe sur les dernières orientations en matière de gouvernance du secteur de la sécurité qui ont été rédigées, révisées et éditées par un large éventail d'experts ;
- Une sélection de conseils pratiques pour les professionnels chargés des réformes : manuels, kits pratiques et guides rédigés dans un grand nombre de langues, notamment 
  - Le contrôle parlementaire du secteur de la sécurité : Principes, mécanismes et pratiques
  - Supervision des services de renseignement : Une boîte à outils
  - La boîte à outils sur le genre et la sécurité, qui vise à promouvoir les pratiques et les politiques qui font progresser l'égalité des sexes et qui intègrent une perspective de genre dans les secteurs de la sécurité et de la justice.
  - Manuel sur les droits de l'homme et les libertés fondamentales du personnel des forces armées

Le travail du DCAF s'inscrit résolument dans le contexte du programme "Femmes, paix et sécurité" et des objectifs de développement durable (SDG) pour 2030, en particulier l’objectif 16 – paix, justice et institutions efficaces.
Le DCAF contribue aussi à l'initiative Elsie, qui vise à développer et à tester des approches innovantes pour accroître la participation des femmes aux opérations de paix des Nations unies. 
Le DCAF est classé 33e (sur 67) parmi les meilleurs groupes de réflexion sur la transparence et la bonne gouvernance et 41e (sur 110) parmi les meilleurs groupes de réflexion sur la défense et la sécurité nationale selon le 2019 Global Go To Think Tank Index. 

## Infrastructure, collaborateurs et budget
Le DCAF est une fondation suisse régie par un conseil de fondation composé de représentants de 54 pays. Le Centre a son siège à la Maison de la Paix à Genève, en Suisse. Le DCAF a aussi des bureaux à Addis-Abeba, Bamako, Banjul, Beyrouth, Bruxelles, Kyiv, Ljubljana, Niamey, Ramallah, Skopje, Tegucigalpa, Tripoli et Tunis.
En 2020, le DCAF employait 203 personnes de 40 nationalités différentes, dont 60 % de femmes. Son budget était de 32 millions de francs suisses.
Le DCAF reçoit un financement initial de la Suisse, de la Suède et du Liechtenstein. Les projets et programmes sont largement soutenus par le financement généreux de l'Allemagne, de l'Union européenne, des Pays-Bas, du Royaume-Uni, de la Norvège, du Canada, des fondations Open Society, de la France, de la Slovaquie, de l'Australie, des États-Unis, du Danemark et de plusieurs autres donateurs. Tous les financements du DCAF sont considérés comme une aide publique au développement.
Le DCAF est membre de la plateforme de Genève pour la consolidation de la paix (Geneva Peacebuilding Platform - GPP), réseau inter organisations qui crée un lien entre la masse critique des acteurs de la consolidation de la paix, les ressources et l'expertise à Genève et dans le monde. 